# Coppa del Mondo di rugby a 13 2013
La Coppa del Mondo di rugby a 13 2013 è stata la quattordicesima edizione della massima competizione mondiale di rugby a 13. Il torneo è stato disputato in Gran Bretagna e alcune partite sono state giocate anche in Francia e Irlanda. Hanno partecipato alla competizione 14 squadre suddivise in due gruppi da quattro e due gruppi da tre, con una partita intergruppo tra ciascuna squadra dei gironi con meno squadre per garantire un uguale numero di partite giocate tra tutte coloro che hanno preso parte al torneo. Sono passate ai quarti di finale le prime tre classificate dei due gruppi da quattro e le due vincenti dei due gruppi da tre. In questa edizione hanno debuttato le nazionali di Italia e Stati Uniti.
La competizione rientra all'interno della Golden Decade of Sport del Regno Unito, ovvero una serie di principali eventi sportivi internazionali organizzati dalla Gran Bretagna durante il decennio degli anni 2010. La Coppa del Mondo è stata disputata nel 2013 e non nel 2012, a distanza di cinque anni dalla precedente edizione, per evitare la concomitanza con i Giochi olimpici di Londra 2012. Dopo il 2013 la Coppa del Mondo sarà disputata con cadenza quadriennale.
L'Australia ha vinto il suo decimo trofeo sconfiggendo in finale i campioni uscenti della Nuova Zelanda 34-2 durante una partita dominata nettamente che secondo i media ha rappresentato una rivincita nei confronti dei Kiwis che nel 2008 trionfarono proprio sconfiggendo gli australiani. Nuovo record di pubblico con i 74.468 spettatori che hanno assistito alla finale giocata all'Old Trafford.

## Squadre partecipanti
Dodici squadre si sono qualificate automaticamente, queste sono le dieci partecipanti della precedente edizione a cui si sono aggiunte Galles (vincitore della Coppa d'Europa 2009) e Isole Cook (finalista nella pacific Cup 2009). Gli Stati Uniti e l'Italia si sono qualificate rispettivamente dopo avere vinto il gruppo atlantico di qualificazione e quello europeo.
Le seguenti squadre si sono qualificate automaticamente:
- Australia
- Isole Cook
- Inghilterra
- Figi
- Francia
- Irlanda
- Nuova Zelanda
- Papua Nuova Guinea
- Samoa
- Scozia
- Tonga
- Galles

Le seguenti squadre si sono qualificate dopo avere disputato un torneo di qualificazione:
- Europa
  -  Italia
- Atlantico
  -  Stati Uniti

## Stadi
La fase a gironi è stata disputata in varie sedi di Inghilterra, Galles, Irlanda e Francia. La cerimonia d'apertura si è svolta al Millennium Stadium di Cardiff, mentre la Francia ha giocato due partite al Parc des Sports di Avignone e allo Stade Gilbert Brutus di Perpignano. Le semifinali si sono svolte al Wembley Stadium di Londra, la finale tra Australia e Nuova Zelanda è stata giocata all'Old Trafford di Manchester registrando il tutto esaurito.
| Londra               | Manchester         | Cardiff              | Limerick             | Hull                    | Wigan            |
| -------------------- | ------------------ | -------------------- | -------------------- | ----------------------- | ---------------- |
| Wembley Stadium      | Old Trafford       | Millennium Stadium   | Thomond Park         | KC Stadium              | DW Stadium       |
| Capacità: 90 000     | Capacità: 76 212   | Capacità: 74 500     | Capacità: 26 500     | Capacità: 25 586        | Capacità: 25 133 |
|                      |                    |                      |                      |                         |                  |
| Huddersfield         | Leeds              | Avignone             | St Helens            | Warrington              | Halifax          |
| John Smith's Stadium | Headingley Stadium | Parc des Sports      | Langtree Park        | Halliwell Jones Stadium | The Shay         |
| Capacità: 24 500     | Capacità: 21 062   | Capacità: 18 000     | Capacità: 18 000     | Capacità: 15 200        | Capacità: 14 061 |
|                      |                    |                      |                      |                         |                  |
| Perpignano           | Bristol            | Salford              | Leigh                | Wrexham                 | Rochdale         |
| Stade Gilbert Brutus | Memorial Stadium   | Salford City Stadium | Leigh Sports Village | Racecourse Ground       | Spotland Stadium |
| Capacità: 13 000     | Capacità: 12 100   | Capacità: 12 000     | Capacità: 11 000     | Capacità: 10 500        | Capacità: 10 249 |
|                      |                    |                      |                      |                         |                  |
| Hull                 | Workington         | Neath                |                      |                         |                  |
| Craven Park          | Derwent Park       | The Gnoll            |                      |                         |                  |
| Capacità: 10 000     | Capacità: 10 000   | Capacità: 5 000      |                      |                         |                  |
|                      |                    |                      |                      |                         |                  |

## Fase a gironi

### Girone A
| Cardiff 26 ottobre 2013 | Australia | 28 – 20 | Inghilterra | Millennium Stadium (45.052 spett.) |

| Rochdale 28 ottobre 2013 | Figi | 32 – 14 | Irlanda | Spotland Stadium (8.872 spett.) |

| St Helens 2 novembre 2013 | Australia | 34 – 2 | Figi | Langtree Park (14.137 spett.) |

| Huddersfield 2 novembre 2013 | Inghilterra | 42 – 0 | Irlanda | John Smith's Stadium (24.375 spett.) |

| Limerick 9 novembre 2013 | Irlanda | 0 – 50 | Australia | Thomond Park (5.021 spett.) |

| Hull 9 novembre 2013 | Inghilterra | 34 – 12 | Figi | KC Stadium (25.114 spett.) |

#### Classifica girone A
| Squadra     | Giocate | Vinte | Pareggiate | Perse | A favore | Contro | Differenza | Punti |
| ----------- | ------- | ----- | ---------- | ----- | -------- | ------ | ---------- | ----- |
| Australia   | 3       | 3     | 0          | 0     | 112      | 22     | +90        | 6     |
| Inghilterra | 3       | 2     | 0          | 1     | 96       | 40     | +56        | 4     |
| Figi        | 3       | 1     | 0          | 2     | 46       | 82     | -36        | 2     |
| Irlanda     | 3       | 0     | 0          | 3     | 14       | 124    | −110       | 0     |

### Girone B
| Warrington 27 ottobre 2013 | Nuova Zelanda | 42 – 24 | Samoa | Halliwell Jones Stadium (13.965 spett.) |

| Hull 27 ottobre 2013 | Papua Nuova Guinea | 8 – 9 | Francia | Craven Park (7.481 spett.) |

| Avignone 1º novembre 2013 | Francia | 0 – 48 | Nuova Zelanda | Parc des Sports (17.518 spett.) |

| Hull 4 novembre 2013 | Papua Nuova Guinea | 4 – 38 | Samoa | Craven Park (6.871 spett.) |

| Leeds 8 novembre 2013 | Nuova Zelanda | 56 – 10 | Papua Nuova Guinea | Headingley Stadium (18.180 spett.) |

| Perpignano 11 novembre 2013 | Francia | 6 – 22 | Samoa | Stade Gilbert Brutus (11.576 spett.) |

#### Classifica girone B
| Squadra            | Giocate | Vinte | Pareggiate | Perse | A favore | Contro | Differenza | Punti |
| ------------------ | ------- | ----- | ---------- | ----- | -------- | ------ | ---------- | ----- |
| Nuova Zelanda      | 3       | 3     | 0          | 0     | 146      | 34     | +112       | 6     |
| Samoa              | 3       | 2     | 0          | 1     | 84       | 52     | +32        | 4     |
| Francia            | 3       | 1     | 0          | 2     | 15       | 78     | -63        | 2     |
| Papua Nuova Guinea | 3       | 0     | 0          | 3     | 22       | 103    | −81        | 0     |

### Girone C
| Workington 29 ottobre 2013 | Tonga | 24 – 26 | Scozia | Derwent Park (7.630 spett.) |

| Workington 3 novembre 2013 | Scozia | 30 – 30 | Italia | Derwent Park (7.280 spett.) |

| Halifax 10 novembre 2013 | Tonga | 16 – 0 | Italia | The Shay (10.666 spett.) |

#### Partite intergruppo
| Cardiff 26 ottobre 2013 | Galles | 16 – 32 | Italia | Millennium Stadium (45.052 spett.) |

| Leigh 5 novembre 2013 | Tonga | 22 – 16 | Isole Cook | Leigh Sports Village (10.554 spett.) |

| Salford 7 novembre 2013 | Scozia | 22 – 8 | Stati Uniti | Salford City Stadium (6.041 spett.) |

#### Classifica girone C
| Squadra | Giocate | Vinte | Pareggiate | Perse | A favore | Contro | Differenza | Punti |
| ------- | ------- | ----- | ---------- | ----- | -------- | ------ | ---------- | ----- |
| Scozia  | 3       | 2     | 1          | 0     | 78       | 62     | +16        | 5     |
| Tonga   | 3       | 2     | 0          | 1     | 62       | 42     | +20        | 4     |
| Italia  | 3       | 1     | 1          | 1     | 62       | 62     | 0          | 3     |

### Girone D
| Bristol 30 ottobre 2013 | Stati Uniti | 32 – 20 | Isole Cook | Memorial Stadium (7.247 spett.) |

| Wrexham 3 novembre 2013 | Galles | 16 – 24 | Stati Uniti | Racecourse Ground (8.019 spett.) |

| Neath 10 novembre 2013 | Galles | 24 – 28 | Isole Cook | The Gnoll (3.270 spett.) |

#### Classifica girone D
| Squadra     | Giocate | Vinte | Pareggiate | Perse | A favore | Contro | Differenza | Punti |
| ----------- | ------- | ----- | ---------- | ----- | -------- | ------ | ---------- | ----- |
| Stati Uniti | 3       | 2     | 0          | 1     | 64       | 58     | +6         | 4     |
| Isole Cook  | 3       | 1     | 0          | 2     | 64       | 78     | -14        | 2     |
| Galles      | 3       | 0     | 0          | 3     | 56       | 84     | -28        | 0     |

## Play-off

### Quarti di finale
| Leeds 15 novembre 2013 | Nuova Zelanda | 40 – 4 | Scozia | Headingley Stadium (16.207 spett.) |

| Wrexham 16 novembre 2013 | Australia | 62 – 0 | Stati Uniti | Racecourse Ground (5.762 spett.) |

| Wigan 16 novembre 2013 | Inghilterra | 34 – 6 | Francia | DW Stadium (22.276 spett.) |

| Warrington 17 novembre 2013 | Samoa | 4 – 22 | Figi | Halliwell Jones Stadium (12.766 spett.) |

### Semifinali
| Arbitro: | Ben Cummins |

|                                        |      |                                    |
| O’Loughlin 17’ Watkins 58’ Burgess 67’ | mt   | 31’, 44’ Tuivasa-Sheck 80’ Johnson |
| Sinfield 17’, 67’                      | tr   | 31’, 80’ Johnson                   |
| Sinfield 26’                           | c.p. | 39’, 53’ Johnson                   |

| Arbitro: | Richard Silverwood |

| |    |  |
| 9’ Thurston 15’, 61’ Boyd 19’ Cronk 22’, 40’, 68’ Hayne 35’ Papalii 54’ Tamou 72’ Morris 79’ Fifita | mt |  |
| 9’, 19’, 22’, 35’, 40’, 54’, 61’, 68’, 72’, 79’                                                     | tr |  |

### Finale
| Manchester 30 novembre 2013, ore 14:30 UTC | Australia          | 34 – 2 | Nuova Zelanda | Old Trafford (74 468 spett.)\| Arbitro: \| Richard Silverwood \| |
| Arbitro:                                   | Richard Silverwood |        |               |                                                                  |